# Nedre Hästtjärnen
Nedre Hästtjärnen är en sjö i Gagnefs kommun i Dalarna och ingår i Dalälvens huvudavrinningsområde.